# Murraya alata
Murraya alata là một loài thực vật có hoa trong họ Cửu lý hương. Loài này được Drake mô tả khoa học đầu tiên năm 1892.